# فهرست قنات‌های شهرستان مشهد
جدول زیر بر اساس آمار وزارت جهاد کشاورزی تهیه شده‌است. فهرست زیر قنات‌های شهرستان مشهد در استان خراسان رضوی را نشان می‌دهد.
| نام قنات       | موقعیت                    | نزدیک‌ترین روستا | طول قنات (متر) | تعداد میله چاه | عمق مادر چاه | دبی (لیتر بر ثانیه) | سطح زیر کشت (هکتار) |
| -------------- | ------------------------- | --------------- | -------------- | -------------- | ------------ | ------------------- | ------------------- |
| ابراهیم‌آباد    | بخش رضویه شهرستان مشهد    | ابراهیم‌آباد     | ۲۵۰            | ۸              | ۶            | ۸                   | ۶                   |
| ابراهیم‌آباد    | بخش رضویه شهرستان مشهد    | ابراهیم‌آباد     | ۴۰۰            | ۲۱             | ۰            | ۴                   | ۳۰                  |
| ابراهیم‌آباد    | بخش مرکزی شهرستان مشهد    | فرح‌آباد         | ۴۰۰۰           | ۲۰             | ۱۰۰          | ۸                   | ۸                   |
| ابرش           | بخش احمدآباد شهرستان مشهد | ابرش            | ۲۵۰            | ۱۲             | ۱۰           | ۸                   | ۸                   |
| اتقستی بالا    | بخش احمدآباد شهرستان مشهد | پیوه ژن         | ۲۵۰            | ۸              | ۶            | ۴                   | ۴                   |
| احمد سرا       | بخش رضویه شهرستان مشهد    | احمد سرا پائین  | ۴۵۰۰           | ۸۰             | ۲۵           | ۰                   | ۰                   |
| احمدآباد       | بخش مرکزی شهرستان مشهد    | احمدآباد        | ۷۰۰            | ۲۵             | ۷            | ۳۰                  | ۵۵                  |
| اسلام قلعه     | بخش احمدآباد شهرستان مشهد | اسلام قلعه      | ۱۲۰۰           | ۳۰             | ۱۲           | ۱۰                  | ۲۰                  |
| اسماعیل‌آباد    | بخش احمدآباد شهرستان مشهد | اسماعیل‌آباد     | ۹۰۰            | ۳۵             | ۱۲           | ۵                   | ۵                   |
| اشکاری بالا    | بخش احمدآباد شهرستان مشهد | اشکاری بالا     | ۵۰۰            | ۱۵             | ۸            | ۴                   | ۳                   |
| اشکاری پائین   | بخش احمدآباد شهرستان مشهد | اشکاری پائین    | ۵۰۰            | ۱۶             | ۷            | ۳                   | ۳                   |
| النگ           | بخش مرکزی شهرستان مشهد    | گوش             | ۶۰۰            | ۲۰             | ۱۲           | ۱۵                  | ۲۴                  |
| النگ دراز      | بخش احمدآباد شهرستان مشهد | قاسم‌آباد بزرگ   | ۲۰۰            | ۶              | ۸            | ۲                   | ۲۵                  |
| امیرآباد       | بخش احمدآباد شهرستان مشهد | امیرآباد        | ۱۲۰۰           | ۴۵             | ۱۲           | ۵                   | ۵                   |
| امین‌آباد       | بخش احمدآباد شهرستان مشهد | ده سرخ          | ۱۵۰۰           | ۵۰             | ۱۴           | ۲۰                  | ۲۰                  |
| انبوسان علیا   | بخش احمدآباد شهرستان مشهد | فخرداوود        | ۲۱۰            | ۱۱             | ۱۲           | ۱                   | ۱۰۰                 |
| اوارشک         | بخش احمدآباد شهرستان مشهد | اوارشک          | ۴۰۰۰           | ۸۰             | ۵۰           | ۴۸                  | ۸۰                  |
| اولنگ دام      | بخش احمدآباد شهرستان مشهد | سر نیش          | ۱۰۰            | ۴              | ۴            | ۱                   | ۱                   |
| باره معدن      | بخش احمدآباد شهرستان مشهد | بزوشک           | ۲۵۰            | ۱۰             | ۱۰           | ۱                   | ۱                   |
| بازه حوض علیا  | بخش احمدآباد شهرستان مشهد | بازه حوض علیا   | ۳۷۰            | ۹              | ۵            | ۸                   | ۱۵                  |
| بازه ورد       | بخش احمدآباد شهرستان مشهد | ده سرخ          | ۷۰۰            | ۲۴             | ۹            | ۶                   | ۵                   |
| بازه کوزن      | بخش احمدآباد شهرستان مشهد | ده سرخ          | ۲۵۰            | ۹              | ۶            | ۴                   | ۴                   |
| باغچه          | بخش احمدآباد شهرستان مشهد | باغچه           | ۲۰۰۰           | ۶۸             | ۲۱           | ۶                   | ۶                   |
| بحره           | بخش مرکزی شهرستان مشهد    | بحره            | ۷۰۰            | ۲۵             | ۸            | ۱۵                  | ۳۰                  |
| بدره باد       | بخش احمدآباد شهرستان مشهد | قاسم‌آباد بزرگ   | ۱۰۰۰           | ۶۰             | ۲۵           | ۱۰۰                 | ۱۰                  |
| برجموری        | بخش رضویه شهرستان مشهد    | برجموری         | ۷۵۰            | ۲۵             | ۱۲           | ۶                   | ۵                   |
| بهره           | بخش احمدآباد شهرستان مشهد | سرغایه          | ۱۵۰۰           | ۵۰             | ۱۵           | ۱۰                  | ۷۰                  |
| بهره           | بخش احمدآباد شهرستان مشهد | سرغایه          | ۵۰۰            | ۲۰             | ۸            | ۱۰                  | ۱۲                  |
| بوته مرده      | بخش رضویه شهرستان مشهد    | بابانظر         | ۷۰۰            | ۲۵             | ۱۰           | ۱۲                  | ۱۵                  |
| بوته گز        | بخش رضویه شهرستان مشهد    | بوته گز         | ۵۰۰            | ۲۰             | ۸            | ۰                   | ۰                   |
| بیاروند        | بخش رضویه شهرستان مشهد    | بیاروند         | ۵۰۰            | ۱۵             | ۱۰           | ۲                   | ۲                   |
| بیخ کمر        | بخش احمدآباد شهرستان مشهد | اشکاری          | ۳۰۰            | ۱۰             | ۷            | ۴                   | ۴                   |
| بیرم‌آباد       | بخش احمدآباد شهرستان مشهد | بیرم‌آباد        | ۱۰۰۰           | ۳۵             | ۹            | ۳                   | ۴                   |
| تباد کان       | بخش مرکزی شهرستان مشهد    | تباد کان        | ۱۰۰۰           | ۳۰             | ۸            | ۳۰                  | ۵۰                  |
| تقی‌آباد        | بخش رضویه شهرستان مشهد    | تقی‌آباد         | ۹۰۰            | ۳۵             | ۱۵           | ۱۰                  | ۱۳                  |
| تلخو           | بخش احمدآباد شهرستان مشهد | درخت سفیدار     | ۵۰۰            | ۲۰             | ۱۱           | ۱۰                  | ۱۵                  |
| تپه نادر       | بخش رضویه شهرستان مشهد    | تپه نادر        | ۳۰۰            | ۱۰             | ۸            | ۱۰                  | ۲۵                  |
| جرخشک بالا     | بخش رضویه شهرستان مشهد    | جرخشک بالا      | ۱۴۰۰           | ۵۰             | ۲۰           | ۱۰                  | ۱۵                  |
| جرخشک پائین    | بخش رضویه شهرستان مشهد    | جرخشک پائین     | ۱۴۰۰           | ۵۰             | ۲۳           | ۱۰                  | ۱۰                  |
| جعفرآباد       | بخش احمدآباد شهرستان مشهد | جعفرآباد        | ۱۵۰۰           | ۶۰             | ۱۸           | ۵                   | ۵                   |
| جمالده         | بخش احمدآباد شهرستان مشهد | جمالده          | ۱۸۰۰           | ۴۵             | ۳۰           | ۱۰                  | ۱۵                  |
| جمالده         | بخش احمدآباد شهرستان مشهد | جمالده          | ۶۰۰            | ۲۰             | ۱۴           | ۵                   | ۸                   |
| جنبه دراز      | بخش احمدآباد شهرستان مشهد | گنبد دراز       | ۱۵۵۰           | ۵۵             | ۱۸           | ۱۰                  | ۲۰                  |
| جهان‌آباد       | بخش احمدآباد شهرستان مشهد | جهان‌آباد        | ۳۰۰۰           | ۱۱۰            | ۲۴           | ۱۰                  | ۱۵                  |
| جیزخانه        | بخش مرکزی شهرستان مشهد    | جیزخانه         | ۸۰۰            | ۳۴             | ۱۸           | ۲                   | ۵۵                  |
| جیم‌آباد        | بخش رضویه شهرستان مشهد    | جیم‌آباد         | ۱۰۰۰           | ۴۰             | ۱۵           | ۱۵                  | ۲۰                  |
| حاجی نظر       | بخش رضویه شهرستان مشهد    | کلاته حاجی نظر  | ۳۰۰            | ۱۰             | ۶            | ۵                   | ۳                   |
| حاجی‌آباد       | بخش احمدآباد شهرستان مشهد | حاجی‌آباد        | ۷۰۰            | ۲۵             | ۱۰           | ۵                   | ۳                   |
| حسن‌آباد        | بخش احمدآباد شهرستان مشهد | چهارسوق بالا    | ۱۵۰            | ۵              | ۵            | ۴                   | ۴                   |
| حسین‌آباد       | بخش احمدآباد شهرستان مشهد | حسین‌آباد درازنک | ۲۲۰۰           | ۸۰             | ۲۰           | ۲                   | ۶۰                  |
| حسین‌آباد       | بخش رضویه شهرستان مشهد    | حسین‌آباد گزبند  | ۶۰۰            | ۲۰             | ۱۲           | ۵                   | ۱۰                  |
| حسین‌آباد گوشه  | بخش مرکزی شهرستان مشهد    | حسین‌آباد گوشه   | ۱۰۰۰۰          | ۷۰             | ۸۰           | ۳۰                  | ۵۰                  |
| خاتون‌آباد      | بخش احمدآباد شهرستان مشهد | خاتون‌آباد       | ۷۰۰            | ۲۵             | ۷            | ۷                   | ۸                   |
| خان سعادت      | بخش مرکزی شهرستان مشهد    | خان سعادت       | ۱۰۰۰۰          | ۷۵             | ۹۰           | ۲۰                  | ۵۰                  |
| خشک رود        | بخش احمدآباد شهرستان مشهد | بازه حور        | ۲۵۰            | ۱۵             | ۱۸           | ۲۵                  | ۳۰                  |
| خواجه حسین‌آباد | بخش مرکزی شهرستان مشهد    | خواجه حسین‌آباد  | ۶۰۰            | ۲۰             | ۱۰           | ۲۰                  | ۳۰                  |
| خواجه مقیم     | بخش مرکزی شهرستان مشهد    | گوجکی           | ۸۵۰            | ۳۰             | ۱۰           | ۵                   | ۵                   |
| خیرآباد        | بخش مرکزی شهرستان مشهد    | خیرآباد         | ۱۸۰۰           | ۷۰             | ۰            | ۵                   | ۵                   |
| خیرآباد        | بخش مرکزی شهرستان مشهد    | خیرآباد         | ۴۰۰            | ۱۵             | ۸            | ۲۰                  | ۳۰                  |
| خین گوه        | بخش احمدآباد شهرستان مشهد | فخرداود         | ۱۷۰۰           | ۱۰             | ۱۵           | ۱۵                  | ۱۵                  |
| داشخانه        | بخش احمدآباد شهرستان مشهد | داشخانه         | ۳۰۰۰           | ۱۱۰            | ۲۲           | ۱۵                  | ۲۰                  |
| درخت جو بالا   | بخش احمدآباد شهرستان مشهد | پیوه ژن         | ۶۰             | ۴              | ۵            | ۲                   | ۳                   |
| درخت جوزپا’ین  | بخش احمدآباد شهرستان مشهد | پیوه ژن         | ۱۵۰            | ۶              | ۵            | ۳                   | ۳                   |
| درخت سفیدار    | بخش احمدآباد شهرستان مشهد | درخت سفیدار     | ۴۰۰            | ۱۵             | ۱۰           | ۶                   | ۶                   |
| درخت سپیدار    | بخش احمدآباد شهرستان مشهد | درخت سپیدار     | ۵۵۰            | ۲۰             | ۱۰           | ۸                   | ۱۵                  |
| دم روباه       | بخش رضویه شهرستان مشهد    | دم روباه        | ۱۵۰            | ۵              | ۷            | ۵                   | ۵                   |
| دندانه         | بخش مرکزی شهرستان مشهد    | دندانه          | ۱۵۰۰           | ۳۵             | ۱۲           | ۱۰                  | ۳۸                  |
| ده ملا         | بخش احمدآباد شهرستان مشهد | ده ملا          | ۳۵۰۰           | ۱۲۰            | ۱۸           | ۵                   | ۵                   |
| ده ملا         | بخش احمدآباد شهرستان مشهد | ده ملا          | ۱۱۰۰           | ۳۰             | ۱۸           | ۱۲                  | ۲۵                  |
| دهنه چل        | بخش رضویه شهرستان مشهد    | دهنه چل         | ۱۴۰۰           | ۵۰             | ۲۵           | ۵                   | ۵                   |
| دهنه چهل       | بخش رضویه شهرستان مشهد    | دهنه چهل        | ۴۰۰            | ۳۰             | ۵            | ۲                   | ۴                   |
| دهنو           | بخش احمدآباد شهرستان مشهد | دهنو            | ۱۰۰۰           | ۴۰             | ۱۴           | ۷                   | ۱۰                  |
| رازونگ         | بخش احمدآباد شهرستان مشهد | رازونگ          | ۳۰۰۰           | ۱۰۰            | ۲۰           | ۱۵                  | ۲۰                  |
| رشقی           | بخش احمدآباد شهرستان مشهد | ده سرخ          | ۱۷۰۰           | ۶۰             | ۱۲           | ۳۰                  | ۴۰                  |
| روشنائی        | بخش احمدآباد شهرستان مشهد | هادی‌آباد        | ۲۰۰            | ۷۰             | ۴            | ۳                   | ۶                   |
| ریدر           | بخش احمدآباد شهرستان مشهد | ابرش            | ۱۵۰            | ۲۲             | ۱۰           | ۵                   | ۸                   |
| زاک            | بخش مرکزی شهرستان مشهد    | زاک             | ۳۰۰۰           | ۴۰             | ۲۷           | ۱۵                  | ۵۰                  |
| زمان           | بخش احمدآباد شهرستان مشهد | زمان‌آباد        | ۱۲۰۰           | ۴۰             | ۱۴           | ۵                   | ۳                   |
| زمان‌آباد       | بخش احمدآباد شهرستان مشهد | زمان‌آباد        | ۲۰۰۰           | ۴۵             | ۱۶           | ۲                   | ۳                   |
| زیارت          | بخش احمدآباد شهرستان مشهد | زیارت           | ۲۸۰            | ۲۰             | ۱۰           | ۱۲                  | ۲۰                  |
| زیرجوب         | بخش احمدآباد شهرستان مشهد | بازه حور        | ۴۰۰            | ۲۰             | ۱۴           | ۱۲                  | ۲۰                  |
| سخره نو علیا   | بخش احمدآباد شهرستان مشهد | قاسم‌آباد بزرگ   | ۱۵۰۰           | ۷۰             | ۲۰           | ۱۰                  | ۱۰                  |
| سرفرنگ پائین   | بخش مرکزی شهرستان مشهد    | گوش             | ۴۵۰            | ۱۵             | ۱۰           | ۸                   | ۲۰                  |
| سروآباد        | بخش مرکزی شهرستان مشهد    | سروآباد         | ۱۶۰۰۰          | ۶۵             | ۱۶           | ۱۰                  | ۴۵                  |
| سرگوش          | بخش مرکزی شهرستان مشهد    | گوش             | ۹۵۰            | ۳۰             | ۱۵           | ۲۰                  | ۵۰                  |
| سلطان‌آباد      | بخش مرکزی شهرستان مشهد    | سلطان‌آباد       | ۶۰۰۰           | ۲۵۰            | ۷۰           | ۷۰                  | ۱۴۰                 |
| سلطان‌آباد      | بخش مرکزی شهرستان مشهد    | سلطان‌آباد       | ۷۰۰۰           | ۷۰             | ۶۵           | ۹۰                  | ۱۵۰                 |
| سنجدک          | بخش رضویه شهرستان مشهد    | سنجدک           | ۳۰۰            | ۱۲             | ۸            | ۴                   | ۵                   |
| سوراخ کوه      | بخش احمدآباد شهرستان مشهد | پیوه ژن         | ۷۰۰            | ۲۵             | ۷            | ۶                   | ۵                   |
| سوراخ کوهبالا  | بخش احمدآباد شهرستان مشهد | پیوه ژن         | ۸۰۰            | ۲۵             | ۷            | ۱۰                  | ۱۲                  |
| سیرزار بالا    | بخش احمدآباد شهرستان مشهد | سیرزار          | ۴۵۰            | ۲۴             | ۶            | ۵                   | ۱۰                  |
| سیره نو        | بخش احمدآباد شهرستان مشهد | بزوشک           | ۱۵۰            | ۱۵             | ۱۵           | ۲۵                  | ۳۵                  |
| شاهراه         | بخش احمدآباد شهرستان مشهد | بزوشک           | ۶۰۰            | ۲۵             | ۱۲           | ۱۰                  | ۲۰                  |
| شریف‌آباد       | بخش احمدآباد شهرستان مشهد | شریف‌آباد        | ۱۲۰۰           | ۴۰             | ۱۰           | ۵                   | ۸                   |
| شور            | بخش احمدآباد شهرستان مشهد | حسن‌آباد         | ۳۵۰۰           | ۱۲۰            | ۱۸           | ۲۰                  | ۲۰                  |
| شور            | بخش احمدآباد شهرستان مشهد | بررود           | ۱۰۰            | ۱۰             | ۱۵           | ۳                   | ۳                   |
| شیر دره بالا   | بخش احمدآباد شهرستان مشهد | پیوه ژن         | ۱۵۰            | ۵              | ۴            | ۳                   | ۳                   |
| شیر دره پائین  | بخش احمدآباد شهرستان مشهد | پیوه ژن         | ۲۰۰            | ۷              | ۷            | ۴                   | ۵                   |
| شیرین          | بخش احمدآباد شهرستان مشهد | حسن‌آباد         | ۴۰۰            | ۱۴             | ۲۴           | ۱۰                  | ۱۰                  |
| صالح خانی      | بخش رضویه شهرستان مشهد    | صالح خانی       | ۸۰۰            | ۳۰             | ۱۵           | ۶                   | ۱۰                  |
| صدقی           | بخش احمدآباد شهرستان مشهد | پیوه ژن بالا    | ۲۰۰            | ۷              | ۶            | ۴                   | ۸                   |
| ضابطیان        | بخش احمدآباد شهرستان مشهد | سیر زال         | ۳۰۰            | ۱۰             | ۷            | ۴                   | ۶                   |
| ضابطیان        | بخش احمدآباد شهرستان مشهد | سیر زال         | ۲۵۰            | ۸              | ۵            | ۴                   | ۶                   |
| عباس‌آباد       | بخش مرکزی شهرستان مشهد    | عباساباد        | ۳۵۰۰           | ۶۰             | ۳۴           | ۱۵                  | ۴۰                  |
| عبدالرحمن      | بخش مرکزی شهرستان مشهد    | گوش             | ۴۵۰            | ۱۸             | ۸            | ۱۵                  | ۳۰                  |
| عبدالمجید      | بخش احمدآباد شهرستان مشهد | عبدالمجید       | ۲۰۰۰           | ۷۰             | ۱۴           | ۸                   | ۱۰                  |
| عبدل‌آباد       | بخش مرکزی شهرستان مشهد    | عبدل‌آباد        | ۴۲۰۰           | ۱۵۰            | ۱۸           | ۳۰                  | ۳۵                  |
| عبدل‌آباد       | بخش مرکزی شهرستان مشهد    | عبدل‌آباد        | ۱۲۰۰۰          | ۷۵             | ۱۰           | ۳۰                  | ۵۵                  |
| عسکریه         | بخش مرکزی شهرستان مشهد    | عسکریه          | ۷۰۰۰           | ۸۰             | ۶۵           | ۱۲                  | ۵۵                  |
| علف شوران سفل  | بخش احمدآباد شهرستان مشهد | بزوشک           | ۲۰۰            | ۱۰             | ۸            | ۱                   | ۱                   |
| علی شاه سفلی   | بخش احمدآباد شهرستان مشهد | اوارشک          | ۳۰۰            | ۲۵             | ۱۱           | ۷                   | ۱۵                  |
| علیشاه پائین   | بخش احمدآباد شهرستان مشهد | ابرش            | ۳۵۰            | ۱۶             | ۸            | ۸                   | ۱۵                  |
| علی‌آباد        | بخش احمدآباد شهرستان مشهد | علی‌آباد         | ۱۱۰۰           | ۴۲             | ۱۸           | ۱۲                  | ۱۲                  |
| علی‌آباد حاج    | بخش رضویه شهرستان مشهد    | علی‌آباد حاج رمض | ۶۰۰            | ۲۰             | ۷            | ۴                   | ۶                   |
| عن بوسان سفلی  | بخش احمدآباد شهرستان مشهد | فخر داود        | ۸۰۰            | ۱۰۰            | ۱۰           | ۱۰                  | ۴                   |
| عنایتان        | بخش احمدآباد شهرستان مشهد | قاسم‌آباد بزرگ   | ۱۷۰            | ۵              | ۸            | ۲                   | ۲۰                  |
| غارقان         | بخش رضویه شهرستان مشهد    | غارقان          | ۷۰۰            | ۲۵             | ۱۰           | ۵                   | ۷                   |
| غلامپور        | بخش احمدآباد شهرستان مشهد | رباط سفید       | ۳۰۰            | ۲۰             | ۱۱           | ۱۰                  | ۱۵                  |
| فتح‌آباد گرگها  | بخش مرکزی شهرستان مشهد    | فتح‌آباد گرگها   | ۴۰۰۰           | ۱۴۰            | ۳۵           | ۱۰                  | ۱۴                  |
| فخرداوود       | بخش احمدآباد شهرستان مشهد | فخرداوود        | ۲۳۰۰           | ۶۰             | ۱۸           | ۳                   | ۲۰۰                 |
| فرزنی          | بخش احمدآباد شهرستان مشهد | فرزنی           | ۱۴۰۰           | ۵۰             | ۱۲           | ۶                   | ۶                   |
| قادرآباد       | بخش مرکزی شهرستان مشهد    | قادرآباد        | ۳۰۰۰           | ۳۰             | ۲۷           | ۵                   | ۳۰۰۰                |
| قاسم‌آباد       | بخش احمدآباد شهرستان مشهد | شریف‌آباد        | ۱۵۰۰           | ۵۵             | ۱۴           | ۵                   | ۸                   |
| قرقروک بالا    | بخش رضویه شهرستان مشهد    | قرقروک بالا     | ۱۰۰            | ۵              | ۵            | ۱                   | ۲                   |
| قرقروک بالا    | بخش رضویه شهرستان مشهد    | قرقروک بالا     | ۲۵۰            | ۱۰             | ۶            | ۲                   | ۳                   |
| قرنه           | بخش رضویه شهرستان مشهد    | قرنه علیا       | ۳۰۰۰           | ۳۰             | ۲۵           | ۱۰                  | ۲۰                  |
| قرنه           | بخش رضویه شهرستان مشهد    | قرنه سفلی       | ۱۲۰۰           | ۳۰             | ۱۲           | ۵                   | ۱۰                  |
| قره که پنک     | بخش احمدآباد شهرستان مشهد | فرزنی           | ۱۰۰۰           | ۳۰             | ۱۰           | ۳                   | ۳                   |
| قروچه          | بخش احمدآباد شهرستان مشهد | سرنیش           | ۸۰۰            | ۳۱             | ۹            | ۱۰                  | ۱۰                  |
| قزلقایه        | بخش مرکزی شهرستان مشهد    | قزلقایه         | ۲۰۰۰           | ۳۰             | ۳۰           | ۱۵                  | ۵۵                  |
| قشلاق          | بخش رضویه شهرستان مشهد    | قشلاق           | ۱۵۰            | ۵              | ۵            | ۱                   | ۲                   |
| قلعه           | بخش احمدآباد شهرستان مشهد | شوراب سفلی      | ۷۰۰            | ۲۵             | ۸            | ۸                   | ۸                   |
| ماشوره         | بخش رضویه شهرستان مشهد    | ماشوره          | ۱۵۰۰           | ۵۰             | ۲۵           | ۷                   | ۱۰                  |
| مامورآباد      | بخش مرکزی شهرستان مشهد    | مامورآباد       | ۳۰۰            | ۲۰             | ۱۵           | ۸                   | ۲۰                  |
| مایان          | بخش مرکزی شهرستان مشهد    | مایان           | ۱۰۰۰           | ۳۵             | ۱۰           | ۲۵                  | ۶۰                  |
| محمودی         | بخش احمدآباد شهرستان مشهد | پیوه ژن         | ۲۰۰۰           | ۵۵             | ۲۲           | ۳۰                  | ۵۰                  |
| معصوم‌آباد      | بخش احمدآباد شهرستان مشهد | معصوم‌آباد       | ۸۵۰            | ۲۸             | ۱۴           | ۱۰                  | ۱۸                  |
| مغول کش        | بخش احمدآباد شهرستان مشهد | مغول کش         | ۳۰۰۰           | ۱۱۰            | ۲۸           | ۱۰                  | ۱۰                  |
| ملک‌آباد        | بخش احمدآباد شهرستان مشهد | ملک‌آباد بالا    | ۱۲۰۰           | ۴۵             | ۱۶           | ۱۲                  | ۱۲                  |
| ملک‌آباد سفلی   | بخش احمدآباد شهرستان مشهد | ملک‌آباد         | ۲۵۰۰           | ۸۵             | ۲۴           | ۱۰                  | ۱۰                  |
| منزل‌آباد       | بخش مرکزی شهرستان مشهد    | منزل‌آباد        | ۷۰۰۰           | ۴۵             | ۶            | ۵۰                  | ۱۱۰                 |
| نامعلوم        | بخش احمدآباد شهرستان مشهد | قاسم‌آباد بزرگ   | ۱۲۰۰           | ۳۰             | ۱۰           | ۱۲                  | ۲۵                  |
| نظرآباد        | بخش احمدآباد شهرستان مشهد | نظرآباد         | ۷۰۰            | ۲۴             | ۱۶           | ۲۰                  | ۲۰                  |
| هادی‌آباد       | بخش احمدآباد شهرستان مشهد | هادی‌آباد        | ۲۵۰۰           | ۹۰             | ۲۸           | ۱۵                  | ۱۵                  |
| هجه            | بخش احمدآباد شهرستان مشهد | سرنیش           | ۲۵۰            | ۹              | ۵            | ۱۰                  | ۲                   |
| هلالی          | بخش مرکزی شهرستان مشهد    | لالی            | ۱۲۰۰۰          | ۱۱             | ۰            | ۶۰۰                 | ۶۰                  |
| هندل‌آباد       | بخش مرکزی شهرستان مشهد    | هندل‌آباد        | ۱۲۰۰           | ۴۵             | ۱۴           | ۱۰                  | ۲۰                  |
| ورود           | بخش احمدآباد شهرستان مشهد | ورود            | ۴۰۰            | ۱۳             | ۸            | ۵                   | ۵                   |
| پالوبید        | بخش احمدآباد شهرستان مشهد | بالندر          | ۱۷۰۰           | ۷۰             | ۳۰           | ۱۵                  | ۳۰                  |
| پای خاکشور     | بخش احمدآباد شهرستان مشهد | بزوشک           | ۲۰۰            | ۱۰             | ۱۰           | ۲                   | ۲                   |
| پری آباد       | بخش مرکزی شهرستان مشهد    | پری‌آباد         | ۵۰۰۰           | ۶۵             | ۴۰           | ۲۵                  | ۵۰                  |
| پشت رباط       | بخش احمدآباد شهرستان مشهد | بزوشک           | ۳۵             | ۱۸             | ۱۴           | ۱۰                  | ۱۵                  |
| پی قلعه        | بخش احمدآباد شهرستان مشهد | بزوش            | ۲۰۰            | ۶              | ۸            | ۶                   | ۷                   |
| پیش برق        | بخش احمدآباد شهرستان مشهد | رباط سفید       | ۱۰۰۰           | ۳۵             | ۲۵           | ۲۰                  | ۳۰                  |
| پیش برق        | بخش احمدآباد شهرستان مشهد | رباط سفید       | ۳۰۰            | ۱۸             | ۱۶           | ۱۲                  | ۱۸                  |
| چای دره        | بخش مرکزی شهرستان مشهد    | چای دره         | ۳۰۰۰           | ۴۵             | ۲۵           | ۳۵                  | ۵۶                  |
| چشمه روغن      | بخش احمدآباد شهرستان مشهد | پیوه ژن         | ۴۰۰            | ۱۵             | ۶            | ۵                   | ۵                   |
| چشمه روغن      | بخش احمدآباد شهرستان مشهد | پیوه ژن         | ۵۰۰            | ۱۷             | ۸            | ۷                   | ۷                   |
| چشمه میرعلی    | بخش احمدآباد شهرستان مشهد | چشمه میرعلی     | ۴۰۰            | ۱۵             | ۷            | ۵                   | ۵                   |
| چلمه سنگ       | بخش رضویه شهرستان مشهد    | چلمه سنگ سفلی   | ۱۰۰۰           | ۳۰             | ۱۲           | ۱۵                  | ۲۰                  |
| چلمه سنگ       | بخش رضویه شهرستان مشهد    | چلمه سنگ علیا   | ۵۰۰            | ۱۵             | ۱۰           | ۵                   | ۱۰                  |
| چهار طاقی      | بخش مرکزی شهرستان مشهد    | عبدل‌آباد        | ۸۵۰۰           | ۳۰۰            | ۰            | ۹۰                  | ۱۰۰                 |
| چهارسوق بالا   | بخش احمدآباد شهرستان مشهد | پیوه ژن         | ۷۰۰            | ۲۵             | ۸            | ۱۰                  | ۱۰                  |
| چهارسوق پائین  | بخش احمدآباد شهرستان مشهد | پیوه ژن         | ۳۰۰            | ۱۰             | ۶            | ۵                   | ۵                   |
| چهچهه          | بخش مرکزی شهرستان مشهد    | چهچهه           | ۱۵۰۰           | ۶۰۰            | ۸۰           | ۱۵                  | ۳۰                  |
| کاریز کال      | بخش احمدآباد شهرستان مشهد | بزوش            | ۲۰۰            | ۷              | ۸            | ۷                   | ۱۰                  |
| کاریزنو        | بخش احمدآباد شهرستان مشهد | کاریزنو         | ۱۷۰۰           | ۶۵             | ۲۱           | ۲۰                  | ۲۵                  |
| کاشکی          | بخش احمدآباد شهرستان مشهد | سرنیش           | ۱۰۰            | ۴              | ۴            | ۱                   | ۱                   |
| کال تخته رو    | بخش احمدآباد شهرستان مشهد | بالندر          | ۵۰۰            | ۱۸             | ۸            | ۱۰                  | ۸                   |
| کال نخودا      | بخش احمدآباد شهرستان مشهد | بالندر          | ۴۵۰            | ۱۶             | ۸            | ۹                   | ۷                   |
| کریم آباد      | بخش رضویه شهرستان مشهد    | کریم‌آباد        | ۱۰۰۰           | ۴۰             | ۲۰           | ۵                   | ۶                   |
| کریم قنات      | بخش احمدآباد شهرستان مشهد | کریم‌آباد مزرعه  | ۲۰۰۰           | ۵۰             | ۲۲           | ۵                   | ۱۰                  |
| کلات           | بخش احمدآباد شهرستان مشهد | بزوشک           | ۴۰۰            | ۱۵             | ۶            | ۵                   | ۵                   |
| کلاته تران     | بخش احمدآباد شهرستان مشهد | کلاته تران      | ۶۰۰            | ۲۰             | ۹            | ۷                   | ۱۰                  |
| کلاته حاجی‌عباس | بخش احمدآباد شهرستان مشهد | بزوشک           | ۲۰۰            | ۷              | ۸            | ۱۰                  | ۷                   |
| کلاته سعدی     | بخش احمدآباد شهرستان مشهد | قاسم‌آباد بزرگ   | ۷۵۰            | ۳۰             | ۴۰           | ۱۰                  | ۱۵                  |
| کلاته سعید     | بخش احمدآباد شهرستان مشهد | امان‌آباد        | ۱۸۰۰           | ۴۰             | ۲۰           | ۲۰                  | ۳۵                  |
| کلاته عبدل     | بخش مرکزی شهرستان مشهد    | کلاته عبدل      | ۱۲۰۰           | ۴۵             | ۲۵           | ۳                   | ۶۰                  |
| کلاته علیشاه   | بخش احمدآباد شهرستان مشهد | گنبد دراز       | ۲۸۰۰           | ۱۰۰            | ۲۲           | ۱۵۰                 | ۱۵۰                 |
| کلاته قدم      | بخش رضویه شهرستان مشهد    | کلاته قدم       | ۷۵۰            | ۲۵             | ۱۵           | ۲                   | ۳                   |
| کلاته پی رباط  | بخش احمدآباد شهرستان مشهد | بزوشک           | ۴۰۰            | ۱۵             | ۷            | ۵                   | ۵                   |
| کمر دره        | بخش مرکزی شهرستان مشهد    | کمر دره         | ۱۲۰۰۰          | ۷۰             | ۱۱           | ۳۰                  | ۴۵                  |
| کمیزدر         | بخش مرکزی شهرستان مشهد    | کمیزدر          | ۱۰۰۰           | ۳۰             | ۱۰           | ۲۵                  | ۵۰                  |
| کمینگران       | بخش مرکزی شهرستان مشهد    | کمینگران        | ۱۵۰۰           | ۳۵             | ۱۴           | ۱۰                  | ۳۵                  |
| کوشک‌آباد       | بخش مرکزی شهرستان مشهد    | کوشک‌آباد        | ۵۰۰            | ۱۵             | ۶            | ۲۰                  | ۳۰                  |
| گبنجوگ سفلی    | بخش احمدآباد شهرستان مشهد | گبنجوگ سفلی     | ۲۰۰۰           | ۶۳             | ۶۰           | ۲۵                  | ۳۰                  |
| گلمی بالا      | بخش احمدآباد شهرستان مشهد | گلمی بالا       | ۲۰۰۰           | ۷۳             | ۱۷           | ۱۲                  | ۱۲                  |
| گلم‌آباد        | بخش احمدآباد شهرستان مشهد | گلم‌آباد         | ۳۰۰۰           | ۱۰۰            | ۱۸           | ۱۰                  | ۱۰                  |
| گناباد         | بخش مرکزی شهرستان مشهد    | گناباد          | ۱۲۰۰۰          | ۴۰۰            | ۱۲۰          | ۷۰                  | ۱۴۰                 |
| گونجوگ سفلی    | بخش احمدآباد شهرستان مشهد | گونجوگ سفلی     | ۲۰۰۰           | ۶۵             | ۲۵           | ۱۵                  | ۲۵                  |
| گونجوگ علیا    | بخش احمدآباد شهرستان مشهد | گونجوگ علیا     | ۲۰۰۰           | ۷۰             | ۱۸           | ۱۵                  | ۳۰                  |
| گیامی          | بخش رضویه شهرستان مشهد    | گیامی           | ۵۰۰            | ۲۰             | ۱۵           | ۷                   | ۱۰                  |
| یوسف زیارت     | بخش احمدآباد شهرستان مشهد | امیرآباد        | ۷۰۰            | ۶۰             | ۱۲           | ۶۰                  | ۲۵                  |
| یوسف زیارت     | بخش احمدآباد شهرستان مشهد | زیارت           | ۱۰۰۰           | ۳۴             | ۱۲           | ۵                   | ۵                   |